# Sminthurus

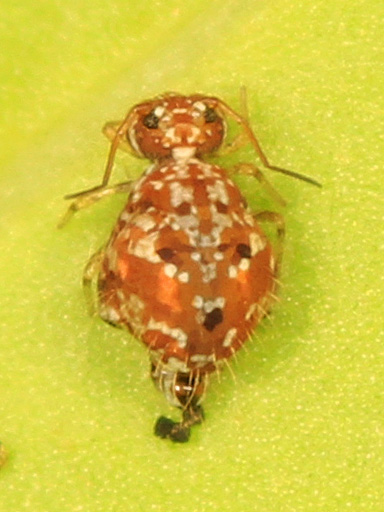
Sminthurus medialis

Sminthurus es un género de Collembola descripto por Latreille en 1802.

## Especies
Las siguientes especies pertenecen al género Sminthurus:
- Sminthurus adirondackus Maynard, 1951 i c g
- Sminthurus anomalus Betsch, 1965 i c g
- Sminthurus aquaticus Bourlet, 1842 g
- Sminthurus argenteornatus Banks, 1899 i c g
- Sminthurus banksi Christiansen and Bellinger, 1981 i c g
- Sminthurus bivittatus Snider, RJ, 1985 b
- Sminthurus bourgeoisi Nayrolles, 1995 g
- Sminthurus bozoulensis Nayrolles, 1995 g
- Sminthurus butcheri Snider, 1969 i c g b
- Sminthurus carolinensis Snider, RJ, 1981 b
- Sminthurus coeruleus Strebel, 1938 g
- Sminthurus eiseni Schott, 1891 i c g
- Sminthurus fischeri Snider, RJ, 1982 b
- Sminthurus fitchi Folsom, 1896 i c g b
- Sminthurus floridanus MacGillivray, 1893 i c g
- Sminthurus hispanicus Nayrolles, 1995 g
- Sminthurus hortensis Fitch, 1863 g
- Sminthurus incisus Snider, 1978 i c g b
- Sminthurus leucomelanus Nayrolles, 1995 g
- Sminthurus maculatus Tomosvary, 1883 g
- Sminthurus medialis Mills, 1934 i c g b
- Sminthurus mencenbergae Snider, RJ, 1983 b
- Sminthurus multipunctatus Schäffer, 1896 g
- Sminthurus nigrinus Bretfeld, 2000 g
- Sminthurus nigromaculatus Tullberg, 1871 g
- Sminthurus packardi Folsom, 1896 i c g
- Sminthurus purpurescens (Macgillivray, 1894) i c g
- Sminthurus schoetti Salmon, 1964 i c g
- Sminthurus sylvestris Banks, 1899 i c g
- Sminthurus viridis (Linnaeus, 1758) i c g
- Sminthurus wahlgreni Stach, 1920 g

Fuentes de datos: i = ITIS, c = Catalogue of Life, g = GBIF, b = Bugguide.net